# István Kiss (Wasserballspieler)
István Kiss (* 25. Juli 1958 in Budapest) ist ein ehemaliger ungarischer Wasserballspieler. Er war mit der ungarischen Nationalmannschaft Olympiadritter 1980. Außerdem war er Weltmeisterschaftszweiter 1982 sowie Europameisterschaftsdritter 1981 und Europameisterschaftszweiter 1983.

## Karriere
Der 1,90 m große István Kiss spielte bis 1986 bei Újpesti TE. Mit diesem Verein gewann er 1986 die ungarische Meisterschaft. Ab 1986 war er neun Jahre in Italien aktiv.
Von 1980 bis 1986 wirkte Kiss in über 200 Länderspielen mit. Bei den Olympischen Spielen 1980 in Moskau erreichten die Ungarn als Gruppensieger der Vorrunde die Hauptrunde. Nach Niederlagen gegen die späteren Olympiasieger aus der Sowjetunion und die späteren Olympiazweiten aus Jugoslawien belegten die Ungarn den dritten Platz und erhielten die Bronzemedaille. Sein einziges Tor warf Kiss gegen Jugoslawien.
1981 bei der Europameisterschaft in Split belegten die Ungarn den dritten Platz hinter den Mannschaften aus der Bundesrepublik Deutschland und aus der Sowjetunion. Im Jahr darauf bei der Weltmeisterschaft in Guayaquil gab es drei Gruppenphasen. Die Ungarn siegten in ihrer Vorrundengruppe und in ihrer Zwischenrundengruppe, in der Endrunde spielten sie zweimal Unentschieden. Die sowjetische Mannschaft gewann den Titel vor den ungeschlagenen Ungarn. Kiss erzielte in der Endrunde drei Tore. Seine letzte internationale Medaille gewann Kiss bei der Europameisterschaft 1983, die Ungarn wurden Zweite hinter der sowjetischen Mannschaft. 1985 bei der Europameisterschaft 1985 erreichten die Ungarn den fünften Platz. 1986 bei der Weltmeisterschaft in Madrid lagen die Ungarn nach der Vorrunde hinter den Italienern und den Spaniern auf dem dritten Gruppenplatz und spielten dann um den neunten Platz, den sie mit zwei Siegen auch erreichten. In seinem letzten Weltmeisterschaftsspiel gegen die Griechen erzielte Kiss drei Treffer beim 11:10-Sieg.
Nach dem Ende seiner Spielerkarriere schlug István Kiss die Trainerlaufbahn ein.